# Julián Grimau
Julián Grimau García (Madrid, 18 de febrero de 1911-Madrid, 20 de abril de 1963) fue un político comunista español, condenado a muerte y ejecutado por la dictadura franquista, acusado ante el tribunal militar que lo juzgó en Consejo de guerra de supuestos crímenes cometidos en la retaguardia durante la guerra civil española en su condición de miembro de los servicios policiales y como jefe de la Brigada de Investigación Criminal. La oposición a la dictadura, tanto en el interior como en el exterior, cuestionó la validez de las pruebas presentadas en el juicio y denunció las torturas a las que fue sometido durante su detención.
Posteriormente en el año 1991 se presentó un recurso mediante el fiscal general del Estado, Javier Moscoso, ante la Sala de lo Militar del Tribunal Supremo, para anular la sentencia por la supuesta tramposa composición del consejo de guerra; sólo el presidente de la sala, el jurista José Jiménez Villarejo, votó a favor de la nulidad, por lo que fue rechazado. Años después, en 2012, Izquierda Unida presentó en el Congreso de los Diputados una proposición no de ley para rehabilitar su figura; únicamente el Partido Popular, que gobernaba con mayoría absoluta, votó en contra siendo de nuevo rechazada la proposición.

## Biografía

### Primeros años
Era hijo de Enrique Grimau de Mauro, inspector de policía y dramaturgo. Su abuelo paterno, Julián Grimau de Urssa, fue un conocido médico y alcalde del municipio segoviano de Cantalejo. En unas notas biográficas dedicadas a este último, se puede leer sobre Julián Grimau:

don Julián Grimau García, hijo de don Enrique Grimau Mauro, de Vallecas, y de doña María García Ruiz, de Ávila. El 18 de febrero de 1911, en la calle madrileña del Paseo del Rey, nº 14, piso principal, vino al mundo Julián Grimau García. Recibió en el bautismo los nombres de Julián Jesús Enrique Simón en la parroquia de San Antonio de Padua, más conocida por San Antonio de la Florida, el 27 de febrero de 1911.

### Guerra civil española
Comenzó militando en Izquierda Republicana, pero al estallar la guerra civil, ingresó en el Partido Comunista de España (PCE). Pasó la guerra en Barcelona, donde se dedicó a labores policiales. Al ser derrotada la República, se exilió en Hispanoamérica, estableciéndose posteriormente en Francia. Fue uno de los dirigentes del PCE durante la época franquista.
Según las acusaciones presentadas contra él ante el tribunal militar franquista que lo juzgó, Grimau cometió torturas, saqueos domiciliarios y asesinatos como jefe de la "checa" establecida desde principios de 1938 en la plaza de Berenguer el Grande de Barcelona. Estas acusaciones se recogen en textos de la época franquista y en el libro Los papeles reservados del periodista Emilio Romero.

### Posguerra
En 1954, durante el Congreso del PCE celebrado en Praga, fue elegido miembro de su comité central. A partir de 1959 sustituyó a Simón Sánchez Montero, que acababa de ser detenido, en la dirección del Partido "en el interior", donde tuvo que residir clandestinamente a lo largo de varios años. Compartía esa dirección con Jorge Semprún y con Francisco Romero Marín.
Su actividad le hizo ser una de las personas más buscadas por la policía franquista. Tras su detención, fue condenado en un juicio sumarísimo y posteriormente fusilado por la dictadura de Francisco Franco.
La prensa internacional volcó su atención sobre el caso Grimau y hubo manifestaciones multitudinarias en varias capitales europeas y latinoamericanas.

## El proceso Grimau
Grimau fue detenido el 7 de noviembre de 1962. La detención se produjo en un autobús en el que viajaban únicamente él y otros dos pasajeros, que resultaron ser agentes de la Brigada Político-Social (policía política franquista).
Obviamente, había sido delatado. Fue conducido a la Dirección General de Seguridad, situada en la madrileña Puerta del Sol, en el edificio conocido como Casa de Correos, que hoy es sede del gobierno de la Comunidad de Madrid. Allí fue objeto de torturas y para encubrirlas, fue arrojado al patio interior del inmueble. La caída le ocasionó graves lesiones en el cráneo y en ambas muñecas. Grimau explicó este hecho a su abogado, declarando que, en un momento dado de la sesión de tortura a la que fue sometido por sus interrogadores, le agarraron y le arrojaron por la ventana, esposado con las manos delante, razón por la cual se fracturó la frente y las muñecas. La policía, por boca del ministro de Información Manuel Fraga, declaró, por el contrario, que Grimau recibió un trato exquisito y que, en un momento de su interrogatorio, se encaramó a una silla, abrió la ventana y se arrojó por ella de forma "inexplicable" y por voluntad propia. Una versión que aceptó el juez de guardia a pesar de los indicios que existían de que no había sido un intento de suicidio.
Frente a todas las previsiones, Grimau no fue acusado por su militancia clandestina sino por su actividad durante la Guerra Civil. Fue la última persona procesada y condenada en España como consecuencia de la guerra. La razón de ello es que, probablemente, el régimen quiso dar una lección a la oposición en un momento en el que existía una ola de alta conflictividad social y política.
Grimau fue acusado por su trabajo como policía durante la guerra civil. Esa actividad, como todas las ejercidas por miembros de la administración republicana durante la guerra, era calificada de delito de rebelión militar. En concreto, a Grimau se le imputaban torturas y asesinatos en una checa (centro de detención político) de Barcelona.
Dicha imputación, que no fue demostrada en el juicio, se le ha hecho también desde sectores anarquistas, que le acusan de haber sido un prominente miembro del Servicio de Información Militar (SIM) y de haber dirigido la represión contra los acusados del asesinato del agente del SIM León Narwicz en 1938. No parece sin embargo que existan pruebas documentales de ello. Sin embargo, a pesar de lo anterior, Jorge Semprún (Federico Sánchez), miembro del Comité Ejecutivo del PCE, escribió en su Autobiografía de Federico Sánchez lo siguiente:

A raíz de su detención [de Grimau], y sobre todo después de su asesinato, cuando participé en la elaboración del libro (Julián Grimau — El hombre — El crimen — La protesta, Éditions Sociales, 1963) que el Partido consagró a su memoria, fui conociendo algunos aspectos de su vida que ignoraba por completo mientras trabajaba con él en la clandestinidad madrileña. Así, por ejemplo, yo no sabía que Julián Grimau, pocas semanas después de comenzada la guerra civil, cuando todavía era miembro del Partido Republicano Federal —sólo se hizo comunista en octubre de 1936—, había ingresado en los Cuerpos de Seguridad de la República, trabajando primero en la Brigada Criminal de la policía de Madrid. Un día, mientras preparábamos la confección del libro ya citado, Fernando Claudín, bastante desconcertado y con evidente malestar y disgusto, me enseñó un testimonio sobre Grimau que acababa de recibirse de América Latina. Allí se exponía con bastante detalle la labor de Grimau en Barcelona, en la lucha contra los agentes de la Quinta Columna franquista, pero también —y eso era lo que provocaba el malestar de Claudín— en la lucha contra el POUM. No conservo copia de dicho documento y no recuerdo exactamente los detalles de esta última faceta de la actividad de Grimau, que el testigo de América Latina reseñaba como si tal cosa, con pelos y señales. Sé únicamente que la participación de Grimau en la represión contra el POUM quedaba claramente establecida por aquel testimonio, que fue edulcorado y censurado en sus aspectos más problemáticos, antes de publicarse muy extractado en el libro al que ya he aludido.

Grimau fue juzgado por un tribunal militar y el proceso estuvo lleno de irregularidades. No existían apenas en España militares con formación jurídica, por lo que bastaba con que fuera abogado el ponente o fiscal, encargado de asesorar a los presidentes del tribunal. En el caso del juicio a Grimau, ejerció de fiscal un habitual de los juicios políticos, Manuel Fernández Martín que, en realidad, nunca había estudiado Derecho y desempeñaba el cargo, como muchas otras personas en la época, gracias a que podía declarar que sus títulos "se habían quemado durante la guerra" (fue desenmascarado un año más tarde, tras décadas de ejercicio, y condenado a prisión). El defensor era la única persona con formación jurídica de la sala: el teniente abogado Alejandro Rebollo Álvarez-Amandi (que sería diputado años después), a quien la defensa de Grimau le costaría el puesto.
El juicio se celebró en los juzgados militares de Madrid el jueves 18 de abril de 1963, con la sala atestada de periodistas. Para Rebollo, el juicio era nulo de pleno derecho (de acuerdo incluso con las leyes políticas de la época y aun sin saber que el ponente era un impostor). Los delitos de torturas no fueron probados: los testigos de la acusación declararon que conocían los crímenes del acusado "de oídas", es decir, a través de rumores o testimonios de terceros que no podían comprobarse. Solo estaba probado que, efectivamente, fue policía. El delito continuado de rebelión era improbable, dado que Grimau había pasado más de veinte años fuera de España tras el fin de la guerra y no existían indicios de su presencia clandestina en el país durante ese tiempo. El fiscal cortó en numerosas ocasiones las declaraciones del acusado y del propio abogado defensor, cuyo alegato no fue tenido en cuenta. Tras apenas cinco horas de juicio, sin deliberación, se dictó como estaba previsto la condena a muerte. 
En realidad, el juicio por "rebelión militar", en el que se aplicaba la Ley de Responsabilidades Políticas de 1938, hacía previsible la sentencia. Este tipo de juicios sumarísimos en aplicación de una ley creada específicamente para aniquilar a los republicanos no se producía desde los años inmediatamente posteriores a la guerra. En su periodo de apogeo, acababan invariablemente con una sentencia de muerte, tanto que a menudo los bedeles del tribunal se permitían hacer sin reparos una broma macabra que se hizo famosa: "que pase la viuda del acusado".
Por otro lado, el Consejo de Ministros del 1 de abril de aquel año 1963 había aprobado la creación del Tribunal de Orden Público (TOP), que pretendía dar carpetazo definitivamente a la legislación represiva aprobada en el marco de la guerra civil. A Grimau le habría correspondido ser juzgado por este tribunal, que no habría dictado pena de muerte sino de prisión. Por ello, para asegurarse de que Grimau sería ejecutado, Franco dispuso que la entrada en vigor de la ley se retrasara hasta después del fusilamiento.

### La presión internacional

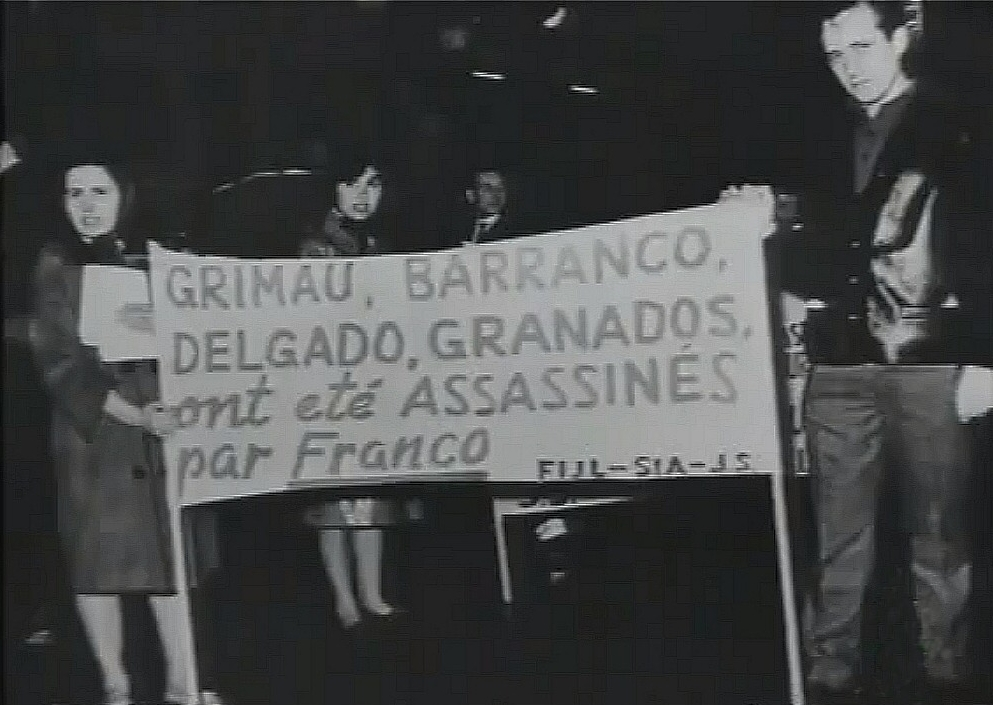
Protesta en París en 1963 contra los asesinatos de Julián Grimau, Manuel Moreno Barranco, Francisco Granados Gata y Joaquín Delgado Martínez.

Precisamente por lo inusitado del procedimiento, eco de una guerra que por otro lado el franquismo parecía querer enterrar (comenzaban a prepararse los actos de los "veinticinco años de paz"), y porque se esperaba lo peor, desde el anuncio de los cargos contra Grimau se desató una reacción internacional de protesta y presión sin precedentes en ningún aspecto relacionado con España. La prensa internacional volcó su atención sobre el caso Grimau y hubo manifestaciones multitudinarias en varias capitales europeas y latinoamericanas. En algunos puertos, los estibadores se negaban a descargar los barcos españoles, y más de 800.000 telegramas llegaron a Madrid pidiendo la paralización de lo que consideraban un juicio farsa. La presión no pareció afectar al general Franco que, en su línea habitual, la atribuyó a una "conspiración masónico-izquierdista con la clase política". Manuel Fraga, en su calidad de ministro de Información y Turismo, inició una intensa campaña dirigida a la prensa internacional atribuyendo a Grimau los mayores crímenes. 
Tras la lectura de la sentencia, solo cabía la posibilidad de que Franco conmutara la pena por otra de prisión. Numerosos jefes de Estado se pusieron en comunicación con él para hacerle esta petición, entre ellos el papa Juan XXIII y el líder soviético Nikita Jrushchov, lo que tampoco tenía precedentes: era la primera vez que un dirigente soviético se dirigía oficialmente al régimen franquista. Dentro de España, algunas personalidades cercanas al régimen pidieron también clemencia. El Consejo de Ministros, formado por diecisiete personas, se reunió el 19 de abril. Duró diez horas, aunque, al parecer, sólo Fernando Castiella, titular de Exteriores, y Vicente Fernández Bascarán, subsecretario del Ministerio de la Gobernación y ministro en funciones aquel día, manifestaron su oposición a la ejecución de la sentencia, alarmados por la presión internacional y las consecuencias que podía tener en la política exterior española. Su oposición fue, sin embargo, más bien tímida, ya que Franco, finalmente, exigió una votación y la decisión de ejecutar al dirigente comunista se tomó por unanimidad.

### Fusilamiento

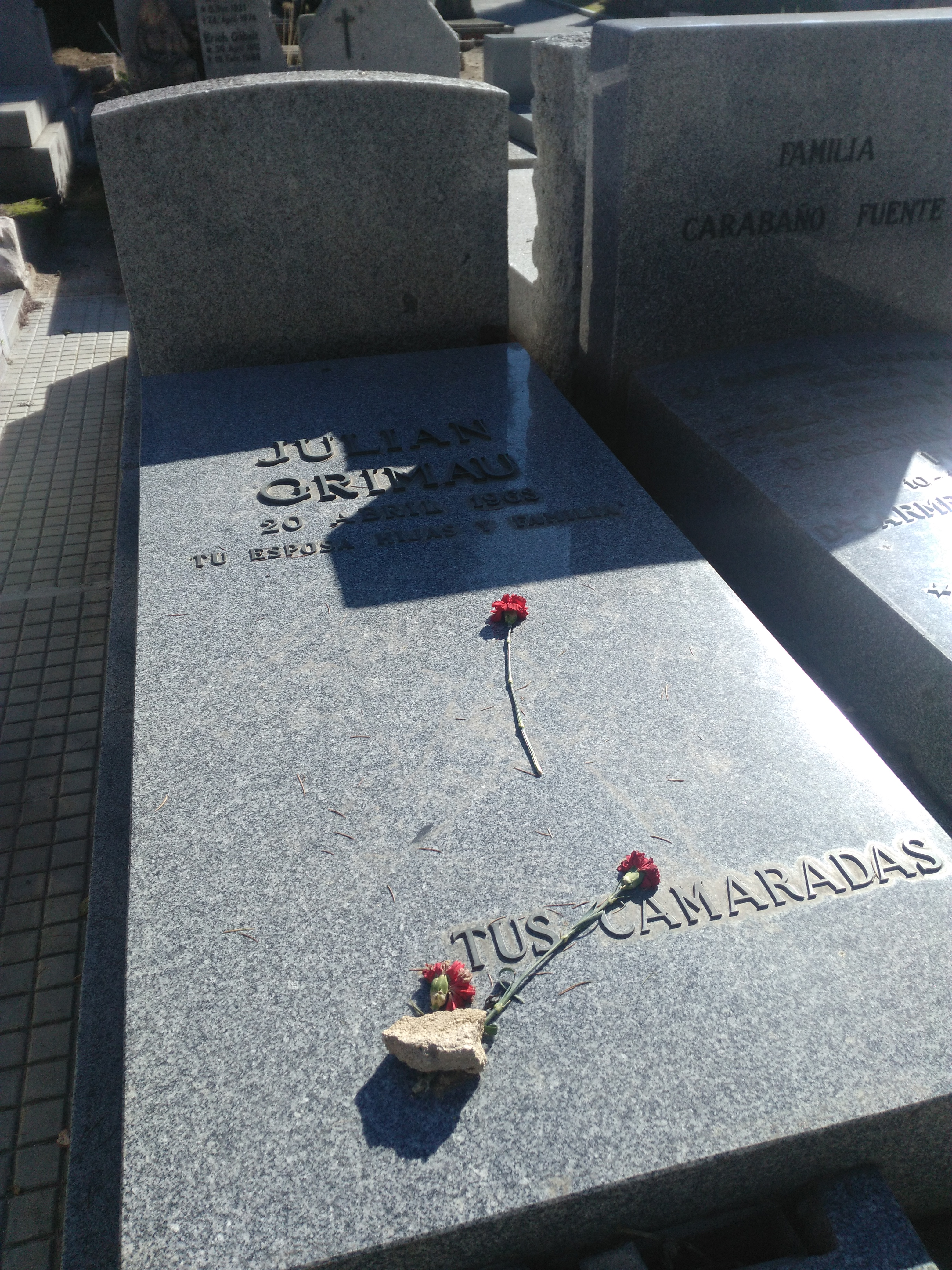
Tumba de Julián Grimau en el cementerio civil de Madrid

Julián Grimau, entre tanto, pasaba en el cuartel militar del barrio de Campamento sus horas de capilla, es decir, las previas a la ejecución de la pena, en compañía de su abogado, de acuerdo con las ordenanzas militares. Hacia las 5 de la madrugada del 20 de abril, fue trasladado en una furgoneta al campo de tiro del cuartel, donde debía ejecutarse el fusilamiento. En principio, se ordenó a la Guardia Civil formar el pelotón, pero sus mandos se negaron a hacerlo, argumentando que, a la Guardia Civil, sólo le correspondía la custodia del cadáver. El capitán general de Madrid rehusó también que el pelotón fuera integrado por militares de carrera, que era la segunda opción. Parece ser que fue el propio Franco quien dio la orden de que los ejecutores de Grimau fueran soldados de reemplazo, y así se hizo. Jóvenes, asustados y sin experiencia de tiro, según los testigos, dispararon a Grimau veintisiete balas sin lograr acabar con su vida. Fue el teniente que mandaba el pelotón quien hubo de rematar a Grimau de dos tiros en la cabeza. Según confesó años más tarde a la familia del fallecido, este acto le persiguió durante toda su vida, hasta el punto de que acabó sus días en un psiquiátrico. Julián Grimau fue enterrado en el cementerio civil de Madrid, pero no se comunicó a la familia el lugar exacto, por lo que su viuda, Ángela Martínez debió recurrir a la vía judicial, obteniendo la información en el acto de conciliación sin llegar a juicio. Su ejecución fue recordada por Violeta Parra en su canción ¿Qué dirá el santo padre?: 
"Entre más injusticia,
señor fiscal,
más fuerzas tiene mi alma
para cantar.
Lindo se dará el trigo
en el sembra’o,
regado con tu sangre,
Julián Grimau".

## Rehabilitación
Con la llegada de la democracia, a partir de 1978, se abría teóricamente la posibilidad de revisar el caso Grimau y el de otras víctimas de la dictadura. Sin embargo, la aprobación por el Congreso de los Diputados de la ley de amnistía total el 15 de octubre de 1977, con el apoyo de la inmensa mayoría de los grupos políticos (incluido el PCE), vino a suponer, de facto, una ley de punto final. En términos generales, se procuraba olvidar los aspectos más oscuros del régimen anterior y enterrar definitivamente la memoria de la República y la guerra. 
Según testimonios de militantes del PCE y de familiares de Grimau, en la década de 1980, el Ayuntamiento de Madrid, a la sazón encabezado por Enrique Tierno Galván, del PSOE, propuso extraoficialmente rebautizar la avenida del Mediterráneo como avenida de Julián Grimau (existen calles y edificios públicos con el nombre de Grimau en otras ciudades fuera de España).
Desde mediados de los años 1990, sin embargo, la consolidación de la democracia y el tiempo transcurrido desde la guerra, además del fallecimiento de la mayoría de sus actores (lo que hacía menos conflictiva cualquier referencia a la misma), ha venido propiciando que se empezara a reivindicar en el ámbito parlamentario la memoria y reparación de los represaliados. Buena parte de las iniciativas en este sentido procedían y proceden de Izquierda Unida, coalición que integra al PCE. El 15 de abril de 2002, Izquierda Unida presentó una Proposición no de Ley sobre la rehabilitación pública y democrática de la figura de Julián Grimau, que recibió los votos a favor de todos los partidos con representación parlamentaria excepto el Partido Popular (PP), que a la sazón gobernaba con mayoría absoluta. El PP tenía una razón doble para oponerse y así lo expresó: por principio, es contrario a toda iniciativa política acerca de la guerra y sus consecuencias o el franquismo. En segundo lugar, preveía que el debate sobre Grimau tenía muchas posibilidades de convertirse además en un juicio público al ministro que defendió en todos los medios de comunicación su ejecución, Manuel Fraga, fundador del Partido Popular y entonces presidente de la comunidad autónoma de Galicia. En mayo de 2005, Izquierda Unida presentó una iniciativa similar en la Asamblea de Madrid (parlamento de la comunidad autónoma), para que dicha asamblea inste al gobierno a rehabilitar la figura de Julián Grimau. Esta iniciativa sí contó con el respaldo del PP, que tenía mayoría absoluta en la cámara.
En 1964 el cantautor Chicho Sánchez Ferlosio le dedicó una canción que apareció en su elepé Spanska motståndssånger ("Canciones de la resistencia española"), publicado anónimamente en Estocolmo, Suecia. La canción empieza diciendo "He conocido el crimen una mañana, / color tiene mi pena de sangre humana. / Sólo nubes y plomo / lo presenciaron. / Julián Grimau, hermano, / te asesinaron, te asesinaron." 
Impactada por la muerte de Grimau, también la artista chilena Violeta Parra le dedicó los versos de su canción '¿Que dirá el Santo Padre?' publicada en el álbum Recordando a Chile (una chilena en París) de 1965.
"El que oficia la muerte 
como un verdugo
tranquilo está tomando
su desayuno.
Lindo se dará el trigo
por los sembra’os,
regado con tu sangre,
Julián Grimau."
En una segunda versión Violeta Parra incorpora a Grimau en la última estrofa de ¿Qué Dirá el Santo Padre?
"Entre más injusticia,
señor fiscal,
más fuerzas tiene mi alma
para cantar.
Lindo se dará el trigo
en el sembra’o,
regado con tu sangre,
Julián Grimau."
El cantautor francés Léo Ferré le dedicó también la canción "Franco la muerte" (1964). https://www.youtube.com/watch?v=Mhjrn--TWJU